# Doublesex

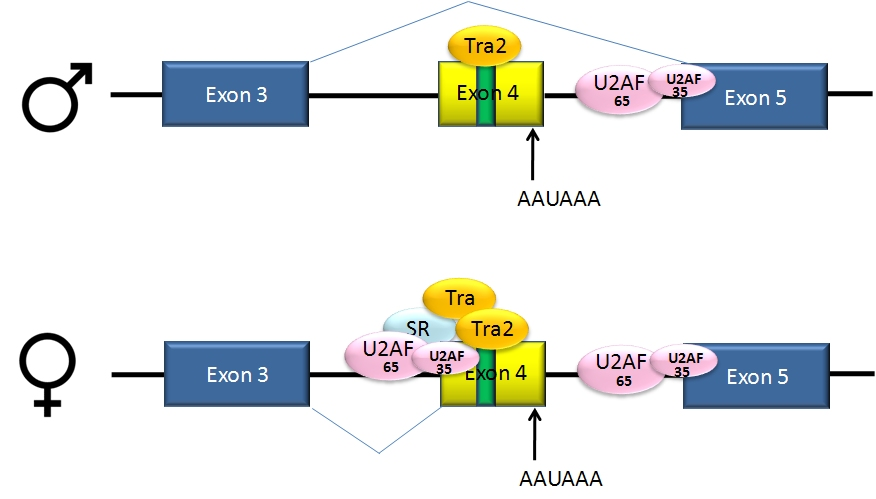
Nối thay thế DSX pre-mRNA. Tra2 là protein biến thế; gen liên quan đến việc điều chỉnh xác định giới tính ở nhiều loài côn trùng.

Doublesex là một gen có liên quan tới hệ thống xác định giới tính của nhiều loài côn trùng trong đó đã được nghiên cứu nhiều ở ruồi giấm (Drosophila melanogaster). Thuật ngữ "Doublesex gene" có thể dịch là gen hai giới tính, do từ này là từ ghép giữa "double" và "sex".

## Khái niệm chung
Gen này có tên viết tắt là DSX, có chức năng quy định sự phân hoá giới tính xôma ở cả hai giới đực và cái, đã được xác định ở ruồi giấm. Nên nhớ rằng ở ruồi giấm, tuy giới tính được xác định theo cơ chế nhiễm sắc thể giống như người (nam giới = XY, nữ giới = XX), nhưng thực chất thì nhiễm sắc thể Y ở ruồi giấm chủ yếu đóng vai trò hữu thụ (sinh sản được), còn giới tính hình thành được quyết định bởi tỉ lệ nhiễm sắc thể X trong hợp tử. Điều này có sự đóng góp của hoạt động bởi gen DSX.

## Đặc điểm
Gen DSX có chức năng điều tiết "ngược chiều" nhau  ở con đực và con cái.
- Ở con đực, lô-cut gen DSX mã hoá protein ức chế các gen quy định hình thành các tính trạng của giớ cái; nghĩa là nó không "cho phép" cá thể này trở thành con cái, mà chỉ có thể trở thành con đực
- Ngược lại, ở con cái, thì DSX ức chế các gen hình thành các tính trạng "đàn ông" và nó "bật" chức năng phân hoá thành giới cái.

Lô-cut gen DSX khoảng 40 kb, trong đó trình tự DNA của nó là ổn định và giống nhau ở cả con đực và con cái. Trong thời kỳ sâu non (ấu trùng), hai bản sao DSX được tạo ra. Vào cuối thời kỳ sâu non (sắp hoá nhộng) thì giới tính thật sự mới bắt đầu hình thành. Các phân tích di truyền đã chứng minh rằng sự phiên mã của lô-cut gen DSX phải xảy ra trong thời kỳ nhộng.

## Xác định giới tính
Gen này được biểu hiện ở cả ruồi đực và ruồi cái và có thể được ghép nối thay thế, tạo ra protein isoforms DSx f ở con cái và DSx m dài hơn ở con đực. Việc sản xuất DSx f được gây ra bởi sự hiện diện của phiên bản dành riêng cho cá thể cái của gen biến thế (tra).
Theo một nghĩa nào đó, isoform của DSx thông báo cho một tế bào về giới tính của sinh vật; ví dụ, bộ phận sinh dục nữ chỉ phát triển nếu có DSxf. Kết hợp với gen không có quả, DSX cũng gây ra sự khác biệt trong cấu trúc não và hành vi của nam và nữ.
Mặc dù các chi tiết xác định giới tính khác nhau ở các loài khác nhau, có một gen liên quan đến DSx ở động vật có xương sống (DMRT1) và ở tuyến trùng (MAB-3). Tất cả những yếu tố này là các yếu tố phiên mã với miền liên kết DNA ngón tay kẽm (được gọi là miền DM) và có liên quan đến sự khác biệt về giới tính.